# Ardeadoris cruenta
Espèce
Ardeadoris cruenta est une espèce de mollusques nudibranches de la famille des Chromodorididae et du genre Ardeadoris.

## Répartition
Cette espèce se rencontre en Australie, en Nouvelle-Calédonie, aux Philippines, à Taïwan, sur l'archipel des Chagos, en Nouvelle-Guinée et en Indonésie.

## Description

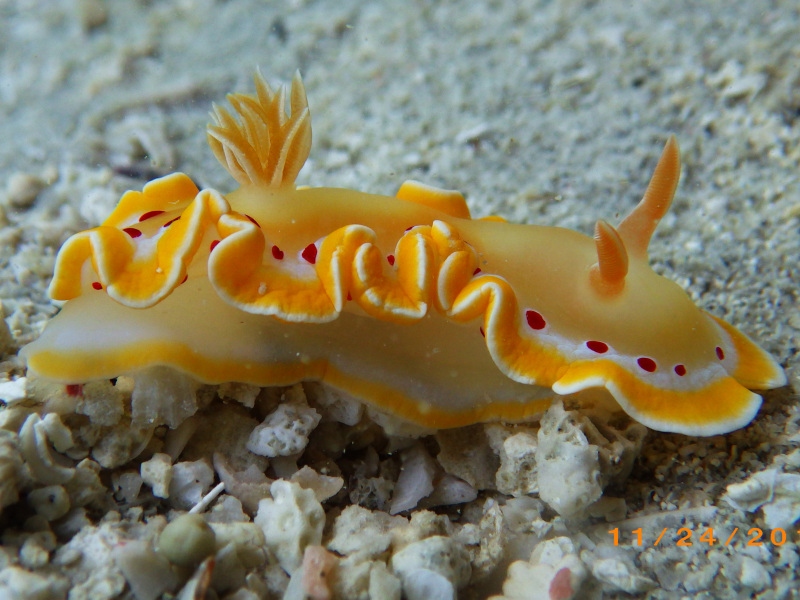
Ardeadoris cruenta (île Lizard)

Ardeadoris cruenta peut mesurer de l'ordre de 50 mm de long.

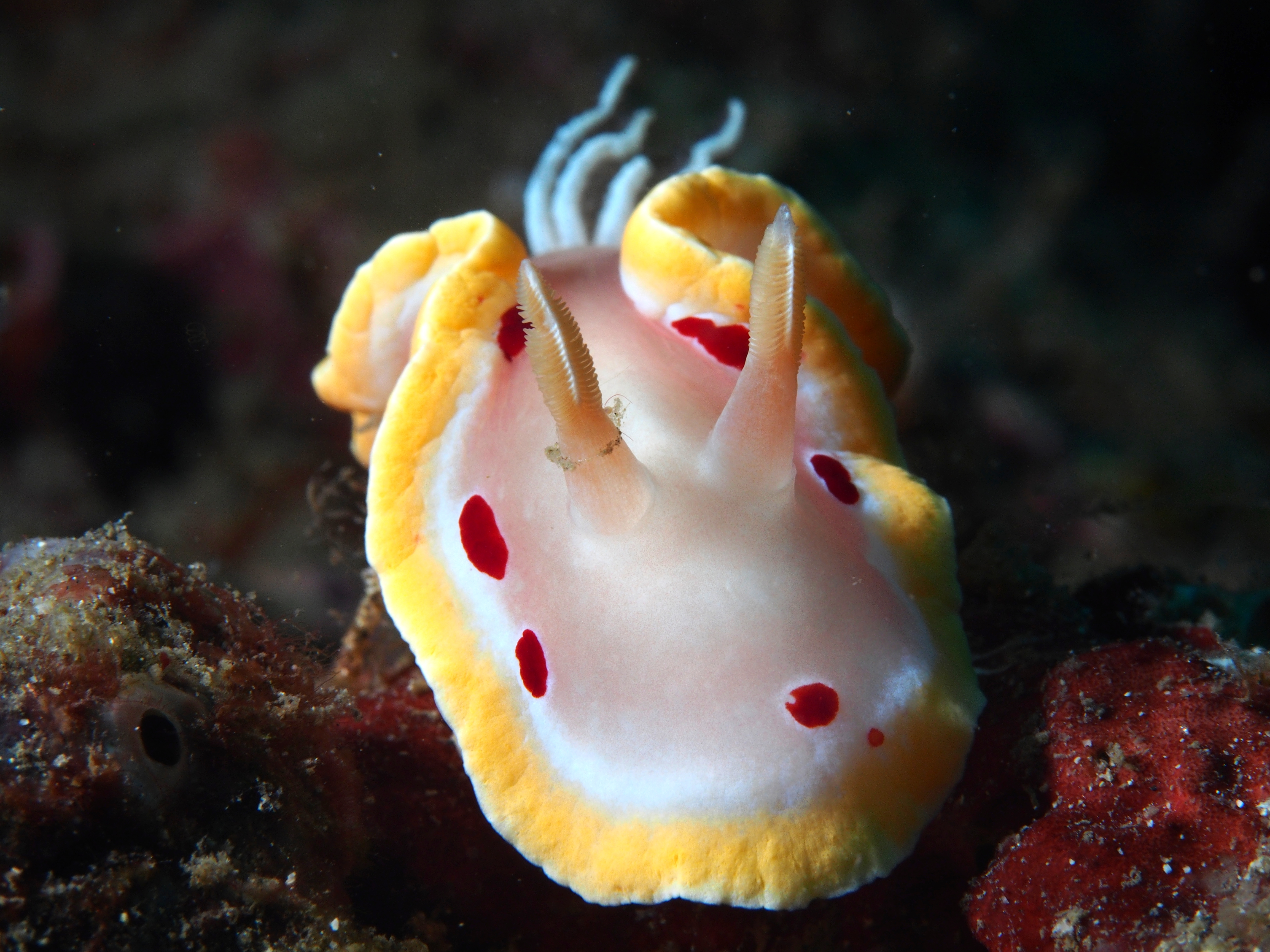
Ardeadoris cruenta (Lembeh, Indonésie)

Ardeadoris cruenta présente un corps couleur citron pâle à beige pâle avec un manteau et un pied bordés d'une frange blanche suivie d'une bande jaune plus profond et d'une marge blanche,. Des points rouges, formant un anneau de taches juste à l'intérieur de la bande blanche, sont présents dans le motif circulaire de son dos, à côté du bord du manteau. Ses rhinophores et ses branchies ont la même couleur de citron pâle que son corps, bien qu'il y ait des variations de couleur entre les individus.

## Publication originale
- Rudman, W. B. 1986. The Chromodorididae (Ophistobranchia: Mollusca) of the Indo-West Pacific: the genus Glossodoris Ehrenbergh (= Casella, H. & A; Adams). Zoological Journal of the Linnean Society, 86: 101-184 [167].

## Taxonomie
Cette espèce a été nommée par le zoologiste William B. Rudman en 1986 sous le protonyme Glossodoris cruentus et transférée dans le genre Ardeadoris.
L’épithète spécifique cruenta est le féminin de cruentus qui signifie taché de sang en référence aux taches rouges placées sur le dos de l'animal.

## Espèces similaires
Ardeadoris cruenta est similaire à Ardeadoris rubroannulata mais cette dernière ne présente pas de points rouges.

## Utilisation par l'Homme

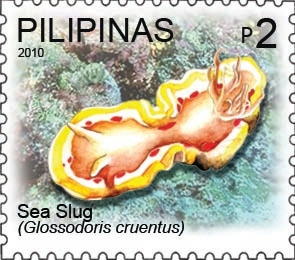
Ardeadoris cruenta

Un timbre de la poste des Philippines de 2010 représente Ardeadoris cruenta, ainsi qu'un timbre de Nouvelle-Calédonie de 2012 et un timbre du Mozambique de 2002.